# Daniël de Pilaarheilige

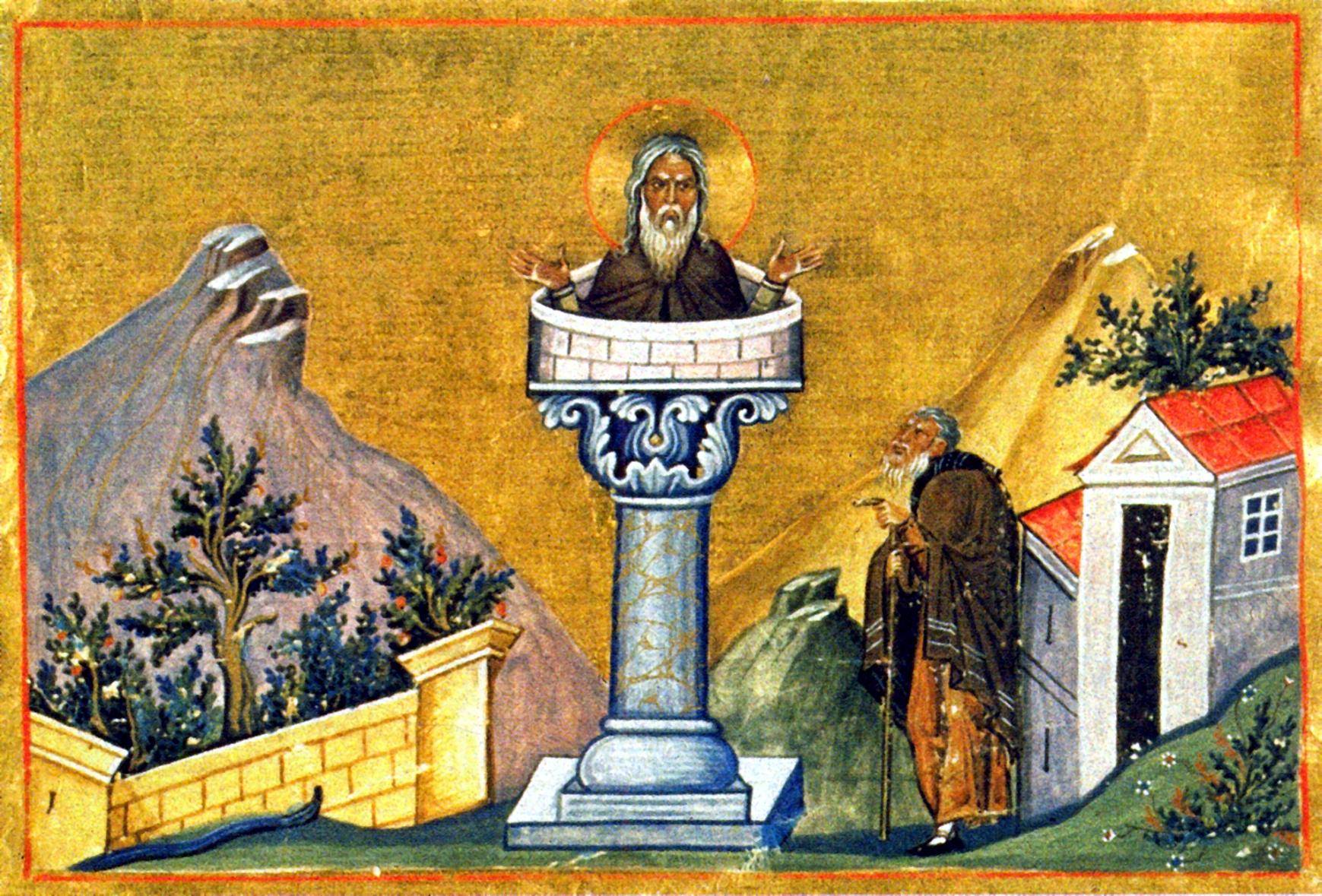
Menologion van Basilius II

De heilige Daniël de Pilaarheilige of Daniël de Styliet (409 of mogelijk eerder, rond 390 - 493) was een geestelijke uit Constantinopel. Daniël werd op zijn twaalfde monnik. Tijdens een reis met zijn abt kwam hij in aanraking met de beroemde pilaarheilige Simeon, die in de buurt van de Syrische stad Antiochië een leven van ascese, boete en gebed leidde boven op een pilaar. Daniël besloot op dezelfde manier zijn leven in te richten. Na de dood van Simeon liet hij in het jaar 460 in de buurt van Constantinopel een zuil bouwen met een platform waarop hij drieëndertig jaar leefde om er te bidden en te mediteren. De patriarch Gennadius wijdde hem tot priester. Daniël droeg iedere dag de mis op en sprak de voorbijgangers en toeristen toe die hem kwamen opzoeken. Hij ontving apart bezoekers die een ladder moesten beklimmen om tot bij hem te komen; onder hen ook de keizers Leo I en Zeno. Hij zou in die 33 jaar slechts eenmaal van zijn zuil naar beneden zijn gekomen, om Acacius van Constantinopel te steunen tegen de usurpator Basiliscus die de ketterse beweging van het monofysitisme steunde.
Zijn feestdag is op 11 december.

## Varia
De Nederlandse emeritus hoogleraar in het vroege christendom en jodendom Pieter van der Horst publiceerde in 2009 een biografie van Daniël, met daarin de Nederlandse vertaling van een anonieme biografie over hem uit de Oudheid.